# Irský cestovní pas

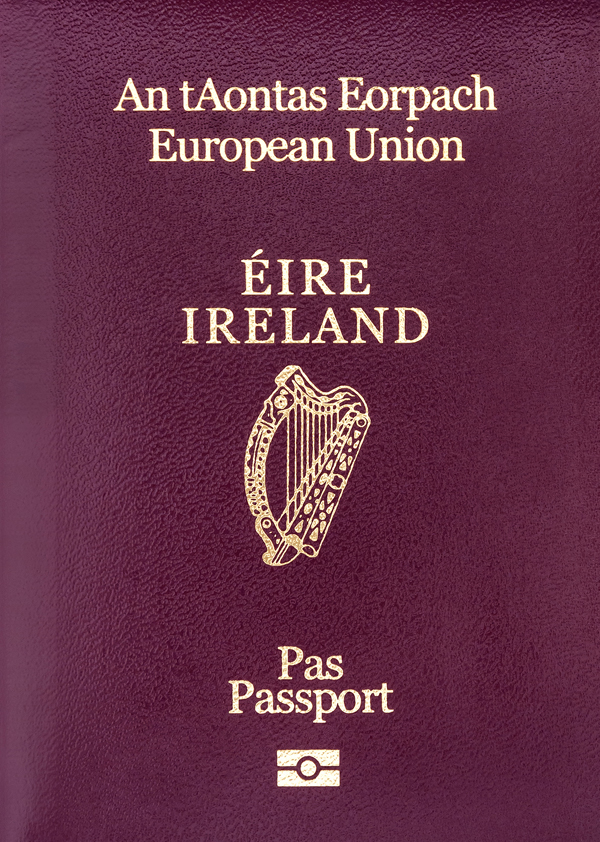
Irský cestovní pas

Irský cestovní pas (irsky pas Éireannach) je doklad vydávaný občanům Irska za účelem mezinárodního cestování a ověření totožnosti. Usnadňuje také přístup ke konzulární pomoci jak irských ambasád, tak jakéhokoli velvyslanectví jiných členských států Evropské unie v zahraničí.
Irské pasy vydává Pasový úřad (to je oddělení ministerstva zahraničních věcí). Všechny irské pasy jsou od roku 2006 biometrické. V roce 2015 zavedla irská vláda pasovou kartu, která umožňuje irským občanům, kteří již vlastní cestovní pas, cestovat po celém Evropském hospodářském prostoru (EHP) a Švýcarsku. Irská pasová karta je určena pro cestovní a identifikační účely a funguje podobně jako národní průkaz totožnosti EHP.
Jak irské pasy, tak irské pasové karty umožňují irským občanům cestovat, žít a pracovat bez omezení v jakékoli zemi v rámci EHP, Švýcarska a společné cestovní oblasti. Irští občané mají bezvízový styk nebo vízum při příjezdu do 188 zemí a území, mezinárodní přístup dostupný irským občanům je podle Indexu vízových omezení z roku 2023 na šestém místě na světě.

## Vízové požadavky

Vízové požadavky pro držitele irských pasů
Irsko
Svoboda pohybu
Vízum není třeba
eVisa
Vízum k dispozici při příjezdu i online
Vízum udělována při příjezdu
Vízum nutné předem